# Phyllodesmium longicirrum
Phyllodesmium longicirrum (Bergh, 1905) è un mollusco nudibranchio  della famiglia Myrrhinidae.